# Зябкино
Зябкино — деревня в Великолукском районе Псковской области России. Входит в состав сельского поселения «Пореченская волость».
Расположена в 35 км к югу от райцентра Великие Луки и в 2 км к западу от волостного центра Поречье.

## Население
Численность населения деревни по состоянию на 2000 год составляла 6 жителей, на 2010 год — 9 жителей.